# Dasylobus arcadius
Dasylobus arcadius is een hooiwagen uit de familie echte hooiwagens (Phalangiidae).